# Austin, Pennsylvania
Austin är en ort i Potter County i delstaten Pennsylvania, USA.